# 苦马豆
苦马豆（学名：Sphaerophysa salsula）为豆科苦马豆属下的一个种。